# Wagony Świdnica
Wagony Świdnica, dawniej Fabryka Wagonów Świdnica – zakład przemysłowy w Świdnicy, specjalizujący się w produkcji i naprawie wagonów kolejowych.

## Historia

### Plany
W XIX wieku następował intensywny rozwój kolejnictwa, który objął także niemiecki wówczas Dolny Śląsk. Wiele wagonów wymagało remontu, a istniejące zakłady naprawcze nie były w stanie sprostać tak licznym zleceniom. Dlatego na początku XX wieku postanowiono utworzyć następny zakład. Jako lokalizację wybrano Świdnicę, która leżała w pobliżu węzła kolejowego. Realizację inwestycji przerwała jednak I wojna światowa. Do planów powrócono wkrótce po jej zakończeniu. Ostateczna decyzja zapadła w 1920 roku.

### Czasy niemieckie
Niedługo po zatwierdzeniu planów przystąpiono do budowy zakładu. Kuźnia, acetylenownia, stolarnia i magazyny drewna zaczęły powstawać w latach 1922-23. W 1923 roku zakład rozpoczął działalność, polegającą na naprawie wagonów towarowych. Dobudowana wkrótce kryta hala miała powierzchnię niemal 40 tys. m². Wagony przenoszono za pomocą nowoczesnych dźwigów. Powstała też ciepłownia ze zbiornikiem na wodę i 75-metrowym kominem. Rola zakładu znacznie wzrosła. W latach 1927–28 stworzono też biurowiec. W 1924 roku było około 480 pracowników. Liczba ta nie ulegała większym zmianom, aż do II wojny światowej. W 1940 roku pracowało około 1225 osób. W 1929 roku naprawiano miesięcznie przeszło 1000 wagonów. W okolicy niemiecka kolej państwowa budowała osiedla mieszkaniowe dla robotników.
W czasie II wojny światowej oprócz pociągów naprawiano sprzęt wojskowy i produkowano części łodzi podwodnych. Powstały schrony przeciwlotnicze i baraki, w których przetrzymywano jeńców wojennych i przymusowych robotników z okupowanych krajów. Zakład zakończył działalność 12 lutego 1945 roku, a Niemcy zabrali najcenniejszy sprzęt. Po zajęciu Świdnicy 8 maja, Armia Czerwona zdemontowała pozostawione przez Niemców maszyny i wywiozła je w głąb ZSRR. Opustoszały zakład został przekazany Polakom 1 września 1945 roku. Oficjalna propaganda głosiła, że sprawcami zniszczeń byli sami Niemcy.

### Okres powojenny
Po remoncie i skompletowaniu sprzętu, Warsztaty Kolejowe (Wagonowe) PKP wznowiły działalność już w listopadzie 1945 roku. Do 1947 roku zwolniono ostatnich Niemców. W 1948 roku zmieniły nazwę na Zakłady Naprawcze Taboru Kolejowego (ZNTK) nr 10. Natomiast w 1951 roku, po modernizacji, ruszyła Fabryka Wagonów Świdnica. Produkowano głównie węglarki i cysterny. W kolejnych latach zaczęto produkcję wagonów na eksport, głównie do ZSRR. Z powodu dużego znaczenia dla gospodarki w 1968 roku fabryka została wpisana do Klubu Eksporterów. W połowie lat 80. odczuwalna stała się potrzeba reorganizacji zakładu.

### Współczesność
W 1992 roku nastąpiła prywatyzacja przedsiębiorstwa, które należąc do skarbu państwa, nazywało się odtąd Fabryka Wagonów „Świdnica” S.A. W 1998 roku większość akcji spółki zakupiła amerykańska firma The Greenbrier Companies, zmieniając nazwę fabryki na Wagony Świdnica S.A. Obecnie zakłady eksportują różne rodzaje wagonów do innych krajów w Europie, głównie do Niemiec, Francji i Szwajcarii. W 2011 roku spółka przejęła 75% udziałów w Zakładach Naprawczych Taboru Kolejowego w Oławie, w związku z czym ponownie zajmuje się naprawą pojazdów. Aktualnie (stan na 2019) największe zyski firma czerpie z produkcji i eksportu wagonów towarowych, będąc największym polskim eksporterem taboru kolejowego, m.in. w latach 2016–2018 dostarczyła saudyjskiemu operatorowi kolejowemu 1185 cystern do transportu płynnej siarki.
W grudniu 2016 Wagony Świdnica SA uległa przekształceniu w spółkę z o.o. o tej samej nazwie, której jedynym udziałowcem jest Greenbrier Europe B.V..